# Crisis Mountain
Crisis Mountain est un jeu vidéo d’action développé par David Schroeder et publié par Synergistic Software en 1982 sur Apple II, avant d’être porté sur Atari 8-bit, Commodore 64 et Commodore VIC-20. Le jeu se déroule dans les cavernes d’un volcan de l’océan Pacifique, occupé par un groupe de terroristes jusqu’à ce que le volcan entre en éruption. En s’enfuyant, les terroristes ont laissé leur matériel et plusieurs bombes nucléaires dans les souterrains et, pour sauver la côte est des États-Unis d’un désastre, le joueur est chargé d’explorer les cavernes afin de retrouver et de désamorcer ces bombes. Le jeu alterne deux niveaux, représentant ces cavernes, qui sont rejoués dans neuf niveaux de difficultés. Chaque niveau est composé d’un labyrinthe de passages, de précipices et de cratères de lave qui crachent à intervalle régulier des rochers et des débris . Pour terminer un niveau, le joueur doit désamorcer les bombes avant la fin de leurs comptes à rebours respectifs. Pour atteindre son objectif, il doit éviter toute sorte de danger dont des cratères de laves, des rochers et des chauves-souris. Pour gagner des points, il doit ramasser le matériel laissé par les terroristes et sauter par-dessus les rochers,.